# Francesc Morosini
Francesc Morosini, també conegut com el Peloponesi (Venecia, 26 de febrer de 1619 – Nàuplia, 6 de gener de 1694), es va convertir en el dux número 108 de la República de Venecia el 3 d'abril de 1688.

## Vida
Fill de Pere i de Maria Morosini (primera del pare), segons les cròniques de l'època la vida de Francesc Morosini va malmetre tiernísima edat per l'estranya mort de la seva mare (s'ofegà intentant salvar el seu marit que havia caigut a l'aigua) el que van fer durant molt de temps sospitar de la innocència del pare. Potser aquest episodi i la successiva mala relació amb la nova madrastra van fer néixer en ell un esperit rebel i bèl lics. Encaminat als estudis clàssics, es va mostrar més interessat en les batalles i l'estratègia, enrolats aviat en les armades venecianes. Massa entestat a les armes mai es va casar. Va tenir dos germans.

## Carrera militar
Jove mariner durant els anys trenta del segle, només l'esclat de la guerra contra els turcs el 1644 i la notable fortuna de la seva família li van permetre donar ales als seus instints i la seva capacitat de forma completa. Perduda gairebé enterament l'illa de Creta, només estava en poder venecià la ciutat de Candía, la capital, que va venir ràpidament assetjada pels enemics. Nomenat comandant de les forces terrestres de la ciutat per dues vegades (1646-1661 i 1667-1669) va aconseguir organitzar les seves tropes fins al punt de fer-resistir durant 23 anys. Les terribles batalles van reduir la ciutat a enderrocs i van omplir els cementiris militars de l'illa (entre els venecians es van comptar prop de 30.000 morts i entre els turcs uns 80.000) sense que la situació canviés substancialment.
El 6 de setembre de 1669, vista la impossibilitat objectiva de prosseguir la resistència, Morosini signar una pau amb l'enemic i va cedir la ciutat salvaguardant no obstant certes fortaleses properes a l'illa. La capitulació va ser honorable i gloriosa per als vençuts venecians: van poder endur la seva artilleria; conservaren a Creta la fortaleses de la Suda, de Spinalonga i de Carabusa i els turcs els restituían Clissa a Dalmacia; finalment els musulmans es comprometien a no entrar en la ciutat en dotze dies per deixar partir lliurement a tots aquells que voldrien fer-ho. Quan els turcs van entrar en Candía van trobar només a dos monjos grecs, tres hebreus i un pobre vella; a tota l'illa la població s'havia reduït en 22.000 ànimes.
La seva excessiva autonomia (i un ús indegut dels diners públics) li va costar un procés en 1670 per insubordinació i apropiació indeguda del qual, malgrat tot, va sortir lliure. El final de la guerra i la relativa calma que va seguir es va traslladar per algun temps a Friuli. Semblava l'inici de la seva retirada després d'una joventut plena d'èxits i privilegis però la República, malgrat trobés postrada econòmicament i militarment, no acceptant el tractat de 1669, va acceptar l'oferta d'Àustria d'aliar-se amb ells en la seva guerra contra els turcs en 1683, per tal de venjar de les ofenses sofertes.
Morosini, un dels últims grans comandant venecians, va ser ràpidament nomenat dirigent d'aquesta. En els anys següents (1683 - 1687), amb una flota relativament petita i amb un equpamiento de mitjana qualitat, va aconseguir farga empreses admirables amb conquestes d'illes i fortaleses tingudes per inconquistables.
A més va amenaçar les fronteres de l'Imperi Otomà en el mar Mediterrani. El 1684 va conquerir l'illa de Santa Maura; en 1685 va ocupar Corona i la Main; en 1686, amb el seu lloctinent Konigsmark, un suec entrat al servei de la República, va prendre possessió de Navarin, Modona, Argo i naupli; el 1687 tota la Morea, llevat Monemvasia i Mistras, estava a les seves mans; després es va apoderar de Patraix i de Lepant, de Corint i d'Atenes.
Durant el setge d'Atenes, un cop de morter va destruir en part el Partenó, ja que els musulmans l'utilitzaven com a polvorí. Va ser en aquella ocasió quan es va ensorrar el sostre del temple, que fins aquell moment havia romàs miraculosament intacte.
En 1687, per la seva mèrits en el camp de batalla, va obtenir del Senat venecià, cosa mai abans ocorreguda, el títol de Peloponnesiaco més d'un bust en bronze en el seu honor (cosa prohibida per a les persones encara en vida i molt rar també per a les ja difunts). La inscripció resava "Francisco Morosini Peloponesiaco, àdhuc vivendi, Senatus" ("El Senat a Francesc Morosini, el Peloponesi, encara en vida").

## Dogat
A més va amenaçar les fronteres de l'Imperi Otomà en el mar Mediterrani. El 1684 va conquerir l'illa de Santa Maura; en 1685 va ocupar Corona i la Main; en 1686, amb el seu lloctinent Konigsmark, un suec entrat al servei de la República, va prendre possessió de Navarin, Modona, Argo i naupli; el 1687 tota la Morea, llevat Monemvasia i Mistras, estava a les seves mans; després es va apoderar de Patraix i de Lepant, de Corint i d'Atenes.
Durant el setge d'Atenes, un cop de morter va destruir en part el Partenó, ja que els musulmans l'utilitzaven com a polvorí. Va ser en aquella ocasió quan es va ensorrar el sostre del temple, que fins aquell moment havia romàs miraculosament intacte.
En 1687, per la seva mèrits en el camp de batalla, va obtenir del Senat venecià, cosa mai abans ocorreguda, el títol de Peloponnesiaco més d'un bust en bronze en el seu honor (cosa prohibida per a les persones encara en vida i molt rar també per a les ja difunts). La inscripció resava "Francisco Morosini Peloponesiaco, àdhuc vivendi, Senatus" ("El Senat a Francesc Morosini, el Peloponesi, encara en vida").